# The Re-Consumation
The Re-Consumation é uma reedição remasterizada dos discos Vol. I e Vol. II da banda Hurt, lançado a 19 de Fevereiro de 2008.
Contém também a gravação inicial da faixa "Cold Inside" do álbum Vol. I, bem como as versões alternativas de "Loded", "Et Al" e "Alone With the Sea" do álbum Vol. II.

## Faixas
Todas as faixas por L. Vince
1. "House of Cards" - 4:10
2. "Unclean" - 4:06
3. "Loded" - 3:31
4. "Et Al" - 4:27
5. "Still" - 3:02
6. "Alone With the Sea" - 4:17
7. "Omission" - 3:42
8. "The Consumation" - 5:17
9. "Cold Inside" - 4:15
10. "Velvet Rolls Royce" - 3:52
11. "Way it Was" - 2:18
12. "The Old Mission" - 4:30

## Créditos
- J. Loren - Vocal, mixagem, produtor, programador
- Wil Quaintance - Bateria
- Shawn Sawyer - Baixo